# Anthaxia quadripunctata
Anthaxia quadripunctata is een kever uit de familie van de prachtkevers (Buprestidae). 

## Beschrijving
Met een lengte van ongeveer 5 tot 8 millimeter is het maar een klein kevertje, de kleur is donkerbruin met een groenige koperglans. De dekschilden en het halsschild zijn korrelig, het halsschild is rechthoekig van vorm en heeft vier kleine langwerpige kuiltjes die in de lengte naast elkaar liggen. Hieraan is de soortaanduiding quadripunctata te danken; quadri betekent vier en punctata betekent punten. Ook andere soorten hebben al deze kenmerken en zijn zeer moeilijk van deze soort te onderscheiden, zoals Anthaxia godeti.

## Algemeen
De volwassen kever leeft van stuifmeel en heeft een voorkeur voor gele bloemen, waardoor de kevers ondanks de geringe lengte nogal opvallen. Vanwege de larve, die van hout van naaldbomen leeft, is de soort voornamelijk te vinden in naaldbossen. De larve leeft net onder de bast van harshoudend hout van meestal zieke of dode bomen, onder andere Pinus en Picea. In Nederland is de kever zeldzaam en komt vooral in het zuiden voor. Verder is de kever algemeen in grote delen van Europa, Klein-Azië en de Kaukasus. In Groot-Brittannië komt de kever niet voor, maar wordt wel regelmatig geïntroduceerd ten gevolge van de houthandel. Van mei tot september zijn de volwassen kevers te zien.